# Stefano Rosso (empresario)
Stefano Rosso (Marostica, 1 de junio de 1979) es un estilista, empresario y director deportivo italiano.

## Biografía
Después de asistir a la escuela secundaria en Bassano del Grappa, dejó Italia para continuar sus estudios en el Fashion Institute of Technology de Nueva York, donde obtuvo una licenciatura en comercio internacional y marketing.
Stefano Rosso comenzó su experiencia laboral fuera de la empresa familiar, colaborando con marcas como Zoo York (empresa estadounidense enfocada en el mercado de las patinetas).

## Vida personal
Hijo de Renzo Rosso, Stefano está en una relación con Francesca Chillemi con quien tiene una hija, nacida en 2016.